# Albert Glatzel (Politiker, 1833)
Albert Glatzel (* 25. August 1833 in Breslau; † 14. Januar 1896) war ein deutscher Jurist.

## Leben

### Familie
Albert Glatzel war verheiratet mit Philippine Johanna Olga Francisca Veronica (* 27. Januar 1840 in Oppeln), der Tochter des Kreisgerichts-Direktors Otto Herrmann Theodor Cirves; gemeinsam hatten sie fünf Kinder.
Sein Enkel war Hartmut Glatzel (* 22. August 1898 in Tilsit (siehe Sowetsk (Kaliningrad))), Oberregierungsrat im Reichsministerium für Ernährung und Landwirtschaft.
Albert Glatzel verstarb an einer Lungenentzündung.

### Werdegang
Albert Glatzel studierte Rechtswissenschaften und trat nach deren Abschluss 1853 als Auskultator beim Oberlandesgericht in Breslau in den Justizdienst.
Im April 1855 wurde er zum Referendar und, nach der großen Staatsprüfung, am 13. Juni 1858 zum Gerichtsassessor ernannt. Im darauffolgenden Jahr ließ er sich zur Landwirtschaftlichen Verwaltung beurlauben, um bei der Generalkommission in Breslau beschäftigt zu werden. Nachdem er sich in Landeskultursachen eingearbeitet hatte, wurde er Spezialkommissar in Kreuzburg (siehe Kluczbork) in Oberschlesien und beschäftigte sich in einer selbständigen Tätigkeit unter anderem mit Gemeinheitsteilungen.
Im Juni 1866 schied er aus der Justizverwaltung aus und wurde als Regierungsassessor in die Landwirtschaftliche Verwaltung übernommen und kam kurz darauf als Regierungsrat und etatmäßiges Mitglied an die Generalkommission in Breslau zurück.
1875 erfolgte seine Berufung als Hilfsarbeiter in das Preußische Ministerium für Landwirtschaft, Domänen und Forsten; dort wurde er 1876 zum Geheimen Regierungsrat und zum Vortragenden Rat ernannt, bevor er am 27. Juni 1881 zum Präsidenten des Oberlandeskulturgerichts in Berlin bestellt wurde. Am 20. Juni 1880 erfolgte seine Ernennung zum Wirklichen Geheimen Oberregierungsrat.
Albert Glatzel war auch Mitglied des Landesökonomiekollegiums, der höchsten beratenden Behörde in allen landwirtschaftlichen Angelegenheiten und er gehörte, anfangs als Mitglied und seit 1882 als Stellvertreter des Vorsitzenden der Prüfungskommission für den höheren Verwaltungsdienst an.
Seit dem 1. April 1884 war er auch Mitglied des Preußischen Staatsrats und im Frühjahr 1895 wurde er aus besonderem Allerhöchsten Vertrauen in das Preußische Herrenhaus berufen.